# Miss Celie's Blues
Miss Celie's Blues, även känd som Sister, är en sång från Steven Spielberg-filmen Purpurfärgen (1985), med musik av Quincy Jones och Rod Temperton och texter av de två med Lionel Richie. Låten nominerades till en Oscar för bästa musik, originalsång 1986.

## Bakgrund
I låten, komponerad i en blues/ragtime-stil, förklarar sångaren för sin "syster" att hon har henne i sitt sinne som en släktskapsande. Hon sjunger att efter en lång period av ensamhet på vägen har hon äntligen blivit "någon", och hoppas att hennes syster också är det.
I filmen sjunger hon sången av Shug till Celie och visar det romantiska och sexuella förhållandet mellan de två kvinnorna. Även om Shug porträtterades av Margaret Avery, synkroniserades hennes röst av Táta Vega, och i början av låten spelade Sonny Terry munspel.

## Mottagande
"Miss Celie's Blues" blev omedelbart populär bland lyssnarna, och Alice Walker, författaren till den ursprungliga romanen, gillade den omedelbart. Det blev ett konsertstycke oberoende av sången och en inofficiell hyllningssång till den afroamerikanska lesbiska gemenskapen.
Låten täcktes av Ute Lemper (1987), Elba Ramalho (1989), Renato Russo (1994), Emiliana Torrini (1995), Nikka Costa (1996), Vanessa Petruo (2005) och Eden Atwood (2010). Det har också tolkats i jazzstil av artister som Pat Thompson, Molly Johnson och Chaka Khan.